# Frontera entre Xile i el Perú
La frontera entre Xile i el Perú és la frontera internacional que separa la regió de Xile de Arica i Parinacota de la regió del Perú de Tacna.

## Traçat
La frontera consta de dos traçats. El primer és una línia divisòra de 168 quilòmetres, que va d'oest a est, des d'un punt a l'oceà Pacífic, el Punt "Concòrdia" segons Perú, la Fita n. 1 segons Xile fins l'altiplà d'Ancomarca.

Fronteres entre Bolívia, Xile i Perú anteriors i posteriors a la Guerra del Pacífic

Mapa que mostra els canvis territorials sorgits a base del Tractat d'Ancón (1883).

Mapa que mostra la Cuestió de Tacna i Arica i la posterior solució amb el Tractato de Lima (1929).

El segon s'inicia en el punt en què el paral·lel geogràfic que passa per la Fita n. 1 s'interseca amb la línia de baixamar, i a partir d'allí es perllonga fins a les 80 milles nàutiques, després continua en direcció sud-oest sobre una línia equidistant des de les costes de tots dos països fins a la seva intersecció amb el límit de les 200 milles nàutiques mesurades des de les línies de base de Xile i, posteriorment, continua cap al sud fins al punt d'intersecció amb el límit de les 200 milles nàutiques mesures des de les línies de base de tots dos països.

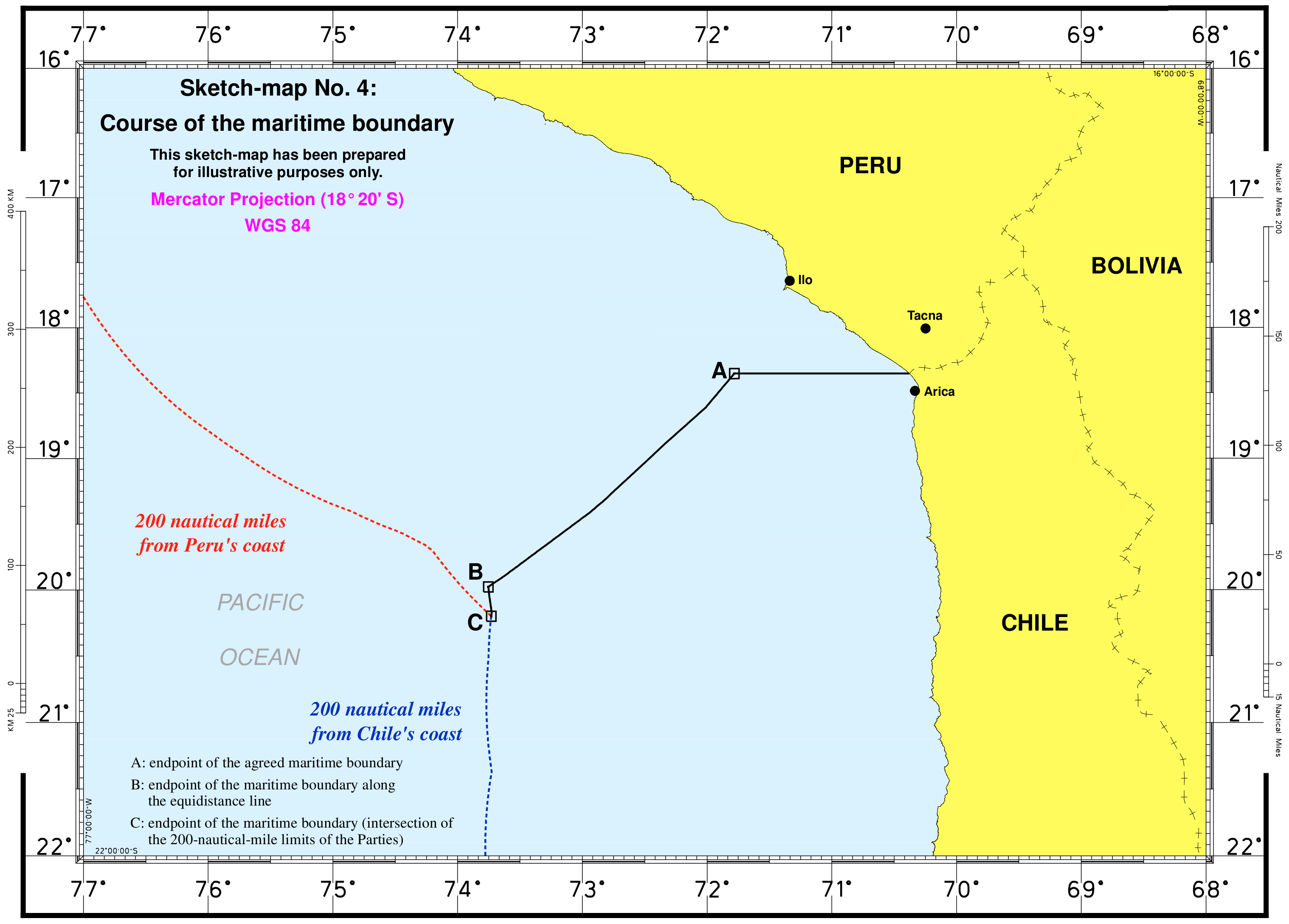
Mapa esquemàtic de la Corte, que mostra límits marítims entre Xile i Perú, segons la seva sentència.

## Història

### Demarcació de la frontera terrestre
A l'inici de la seva vida republicana, segons una part de la historiografia, no existia límits entre el Virregnat del Perú i la Capitania General de Xile. El Perú limitava al sud amb Charcas, igual que Xile a la seva frontera nord.
Existeix una altra postura entre els historiadors que afirma que Xile i Perú limitaven en el riu Loa i que Bolívia hauria ocupat il·legalment el corredor d'Atacama, ja que aquest hauria pertangut en exclusiva a Xile.
Després d'una controvèrsia entre Bolívia i Xile, el 5 d'abril de 1879 esclata la guerra del Pacífic. El Perú s'hi va veure immers a causa de l'aliança defensiva que tenia amb Bolívia. En 1883 Xile i el Perú signen el Tractat d'Ancón, en el qual Perú cedeix a perpetuïtat la província de Tarapacá, i lliura les províncies de Tacna i Arica per un període de 10 anys fins a la realització d'un plebiscit, el qual finalment no es realitza a causa de diversos problemes.
En 1925, a comanda de l'àrbitre estatunicenc, la República de Xile retorna Tarata i els seus voltants a la República Peruana. Finalment tots dos països signen un nou tractat, el Tractat de Lima en el qual fixen una nova frontera en la qual Xile roman amb Arica però ha de retornar Tacna. El 28 d'agost de 1929 Tacna és reincorporada al Perú.
Més endavant sorgeix una disputa sobre el tram de la frontera que desemboca en el mar, aquest desacord és conegut com la controvèrsia entre Xile i Perú sobre el triangle terrestre, el desacord segueix en curs.

### Demarcació de la frontera marítima
Existia una disputa entre els dos països sobre la delimitació marítima des del 16 gener 2008. Finalment es va resoldre el 27 de gener de 2014 davant la Cort Internacional de Justícia. La frontera marítima entre els dos estats és ara de 448 kilòmetres.
Hi ha un projecte bolivià per construir sota aquesta frontera fins a l'oceà Pacífic, un túnel de 150 quilòmetres, el més llarg del món, a fi de permetre al país l'accés al mar que va perdre en la segona guerra del Pacífic.